# کهندان
کهندان، روستایی در بخش قاهان ، استان قم می باشد.این روستا از توابع بخش قاهان شهرستان جعفرآباد استان قم ایران است. 

## اقامتگاه بومگردی کلبه وتوس
در سال ۱۳۹۸ غلامحسین کهندانی تصمیم و شروع به ساخت این اقامتگاه کرد و این اقامتگاه از سال ۱۴۰۰ پذیرای مهمانان است و امکاناتی مانند رستوران و آلاچیق و  .... دارد

## موقعیت جغرافیایی
روستای کهندان در فاصله ۹۰ کیلومتری از شهر قم قرار دارد.در شمال کهندان روستاهای کاسوا، نویس، انجیله و در شمال شرقی آن روستای ونان قرار دارد
کهندان از نظر زمین شناختی بر روی کمربند آتشفشانی ارومیه- دختر واقع شده‌است.

## قدمت
این روستا قدمتی 3000 ساله دارد. و شواهدی از دوران امام حسن عسگری را نشان میدهد.

## دسترسی از تهران
برای رفتن به این ده که در انتهای یک مسیر پرپیچ‌وخم و خطرناک کوهستانی واقع است، بایستی از مسیر تهران وارد ساوه شده و در سمت چپ میدان مشهور ساوه که تندیس انار دارد، مسیر سمت غرب را پیمود که مستقیماً ختم به قهوه‌خانهٔ رحمت‌آباد می‌شود. ادامهٔ این مسیر به جاده‌ای کوهستانی وارد شده که پس از عبور از روستاهای متعددی به نام‌های اسفید، موشکیه، وسفونجرد، چمانک، الگان و ونان نهایتاً به کهندان منتهی می‌شود.

## جاذبه های گردشگری و اماکن مذهبی
این روستا دارای چشمه‌ها و قنات‌های بسیاری است که آب بسیار خنکی دارد؛ از آن جمله‌اند چشمهٔ خناب و چشمه مرّه و قنات بندمورون که گردشگران بسیاری را از شهرهای اطراف به سمت خود می‌کشانند. این روستا دارای دو امامزاده می‌باشد. کهندان در دوران دفاع مقدس شهیدان بسیاری داده‌است.اين روستاي يک شهيد از صدر اسلام دارد كه سنگ لحد آن سال 204هجري قمري زمان امامت امام حسن عسگري را نشان مي داد. متاسفانه بي توجهي مردم و مسولين باعث شده تااين سنگ كه در قبرستان كهندان وجود داشت طي سالهاي ۱۳۷۵هجري شمسي تاكنون نا پديدشده است. 

## جمعیت
این روستا در دهستان کهندان قرار دارد و براساس سرشماری عمومی نفوس و مسکن در سال ۱۳۹۵، جمعیت آن برابر با ۲۱۳ نفر (۹۷ خانوار) بوده‌است.